# Silvio Schultze
Silvio Schultze (* 3. Mai 1976 in Dresden) ist ein ehemaliger deutscher Volleyball-Nationalspieler.
Schultze spielte in seiner Jugend beim SCC Berlin und kam 1994 ins Bundesligateam, mit dem er 1996 und 2000 den DVV-Pokal gewann sowie 2000 deutscher Vizemeister wurde. In dieser Zeit hatte Schultze auch in der A-Nationalmannschaft über 30 Einsätze. Danach ging er für eine Saison in die Türkei zu SSK Ankara. Von 2001 bis 2012 spielte er beim VC Eintracht Mendig in der Ersten und Zweiten Bundesliga. Seit dem 1. Juli 2021 spielt Schultze beim Volleyball-Oberligisten Meckenheimer SV, mit dem er 2022 in die Regionalliga aufstieg. Schultze tritt in der Saison 2023/24 weiter für den Meckenheimer SV an, der unter anderem Sebastian Voss (ehemals Mondorf/Bonn) für die laufende Saison in der Regionalliga West gewinnen konnte.